# Охремчук, Сергей Николаевич
Сергей Николаевич Охремчук (1936—1993) — советский футболист, нападающий, футбольный тренер. Также играл в хоккей с мячом на позиции вратаря. Мастер спорта СССР.

## Биография
В начале карьеры выступал за «Строитель» (Ангарск). В 1959 году перешёл в иркутский клуб «Машиностроитель» (позднее — «Ангара»), в его составе провёл четыре с половиной сезона в классе «Б». Дважды становился лучшим бомбардиром команды — в 1960 году (16 голов) и 1962 году (15).
В это же время выступал в хоккее с мячом за «Локомотив» (Иркутск) на позиции вратаря. В сезоне 1959/60 стал чемпионом РСФСР, а в сезоне 1960/61 сыграл 19 матчей в высшей лиге.
В ходе сезона 1963 года перешёл в «Уралмаш», где выступал до конца карьеры. В своём первом матче за свердловский клуб сделал «дубль». Всего сыграл за «Уралмаш» 160 матчей и забил 37 голов в первой лиге. Вызывался в сборную РСФСР.
В 1970—1971 годах входил в тренерский штаб «Уралмаша» в качестве тренера и начальника команды. Позднее возглавлял футбольную школу в Свердловске.